# Höjdhopp för herrar i friidrott vid olympiska sommarspelen 1980
Höjdhopp för herrar vid olympiska sommarspelen 1980 i Moskva avgjordes 1 augusti. 

## Medaljörer
| Gren     | Guld                      | Guld        | Silver               | Silver | Brons                       | Brons  |
| Höjdhopp | Gerd Wessig · Östtyskland | 2,36 m (VR) | Jacek Wszoła · Polen | 2,31 m | Jörg Freimuth · Östtyskland | 2,31 m |

## Resultat

### Kvall
- Hölls torsdagen den 31 juli 1980

| Placering | Grupp A                   | Höjd   |
| --------- | ------------------------- | ------ |
| 1.        | Jörg Freimuth (GDR)       | 2.21 m |
| 2.        | Henry Lauterbach (GDR)    | 2.21 m |
| 3.        | Gerd Wessig (GDR)         | 2.21 m |
| 4.        | Roland Dalhäuser (SUI)    | 2.21 m |
| 5.        | Aleksej Demjanjuk (URS)   | 2.21 m |
| 5.        | Gennadj Belkov (URS)      | 2.21 m |
| 5.        | Marco Tamberi (ITA)       | 2.21 m |
| 8.        | Jacek Wszola (POL)        | 2.21 m |
| 9.        | Adrian Proteasa (ROU)     | 2.21 m |
| 10.       | Aleksandr Grigorjev (URS) | 2.21 m |
| 11.       | Janusz Trzepizur (POL)    | 2.21 m |
| 12.       | Francis Agbo (FRA)        | 2.18 m |
| 13.       | Oscar Raise (ITA)         | 2.18 m |
| 14.       | Zoltán Torsi (HUN)        | 2.18 m |
| 15.       | Paolo Borghi (ITA)        | 2.18 m |

| Placering | Grupp B                       | Höjd   |
| --------- | ----------------------------- | ------ |
| 1.        | Mark Naylor (GBR)             | 2.21 m |
| 2.        | Vaso Komnenic (YUG)           | 2.21 m |
| 3.        | Sorin Matei (ROU)             | 2.21 m |
| 4.        | Guy Moreau (BEL)              | 2.21 m |
| 5.        | Roberto Cabrejas (ESP)        | 2.21 m |
| 6.        | Abdelhamid Sahil (ALG)        | 2.18 m |
| 7.        | Martin Perarnau (ESP)         | 2.15 m |
| 8.        | István Gibicsár (HUN)         | 2.15 m |
| 9.        | Atanas Mladenov (BUL)         | 2.10 m |
| 9.        | Desmond Morris (JAM)          | 2.10 m |
| 11.       | Francisco Centelles (CUB)     | 2.10 m |
| 12.       | Moussa Fall (SEN)             | 2.10 m |
| 13.       | Othmane Belfaa (ALG)          | 2.10 m |
| 14.       | Ahmad Balkis (SYR)            | 2.05 m |
| 14.       | Claudio da Matta Freire (BRA) | 2.05 m |

### Final
| Placering | Final                     | Höjd   |
| --------- | ------------------------- | ------ |
|           | Gerd Wessig (GDR)         | 2.36 m |
|           | Jacek Wszola (POL)        | 2.31 m |
|           | Jörg Freimuth (GDR)       | 2.31 m |
| 4.        | Henry Lauterbach (GDR)    | 2.29 m |
| 5.        | Roland Dalhäuser (SUI)    | 2.24 m |
| 6.        | Vaso Komnenic (YUG)       | 2.24 m |
| 7.        | Adrian Proteasa (ROU)     | 2.21 m |
| 8.        | Aleksandr Grigorjev (URS) | 2.21 m |
| 9.        | Mark Naylor (GBR)         | 2.21 m |
| 10.       | Gennadj Belkov (URS)      | 2.21 m |
| 11.       | Aleksej Demjanjuk (URS)   | 2.21 m |
| 12.       | Janusz Trzepizur (POL)    | 2.18 m |
| 13.       | Sorin Matei (ROU)         | 2.18 m |
| 14.       | Guy Moreau (BEL)          | 2.18 m |
| 15.       | Marco Tamberi (ITA)       | 2.15 m |
| 16.       | Roberto Cabrejas (ESP)    | 2.10 m |